# Saint-Sigismond (Maine e Loira)
Saint-Sigismond è un comune francese soppresso e frazione situato nel dipartimento del Maine e Loira nella regione dei Paesi della Loira. Dal 1º gennaio 2024 si è fuso con il comune di Ingrandes-Le Fresne sur Loire.

## Società

### Evoluzione demografica
Abitanti censiti